# Jože Borštnar (gospodarstvenik)
Jože Borštnar, slovenski gospodarstvenik, * 24. februar 1927, Ljubljana, † 11. oktober 1999, Jesenice.
Udeležil se je narodnoosvobodilne borbe, po koncu vojne pa opravljal razne politične naloge. Leta 1954 je postal direktor Javnih Skladišč v Ljubljani (sedaj BTC, d.d.) in ob delu 1969 končal tehnično prometno šolo v Zagrebu. Svoja prizadevanja je usmeril zlasti k ustanovitvi in vodenju Blagovno transportnega centra v Ljubljani, kot jedra pretovorno-skladiščne dejavnosti ter k racinolizaciji, modernizaciji in produktivnosti dela na tem področju. Za delo v gospodarstvu je 1980 prejel Kraigherjevo nagrado. Deloval je tudi v športnih organizacijah. Za organizacijsko delo in dosežke pri gradnji športnih objektov je 1976 prejel Bloudkovo priznanje.